# Rachel Ticotin
Rachel Ticotin (* 1. November 1958 in der Bronx, New York City, New York) ist eine US-amerikanische Schauspielerin.

## Leben und Karriere
Ticotins Eltern kamen Anfang der 1950er Jahre aus Puerto Rico in die USA. Sie wohnten im New Yorker Stadtteil Bronx. Ticotin nahm ab dem Alter von acht Jahren Ballettunterricht. Mit zehn Jahren spielte sie eine Prinzessin im Musical The King and I am New York City Center. Mit zwölf Jahren besuchte sie die New Yorker Schule Ballet Hispanico, wo sie u. a. von Alvin Ailey, Geoffrey Holder und Anna Sokolow unterrichtet wurde.
Ticotin spielte im Film König der Zigeuner (1978) neben Susan Sarandon, Brooke Shields und Eric Roberts, im Film Critical Condition (1987) neben Richard Pryor. Im Film Die totale Erinnerung – Total Recall (1990) spielte sie neben Arnold Schwarzenegger und übernahm die Rolle der aufständischen Kämpferin Melina. Für diese Rolle wurde sie für den Saturn Award nominiert. Im Film Falling Down – Ein ganz normaler Tag (1993) spielte sie neben Michael Douglas und Robert Duvall, im Film Don Juan DeMarco (1995) neben Marlon Brando und Johnny Depp. Sie war ebenfalls in einigen Fernsehserien wie For Love and Honor (1983) zu sehen.
Ticotin war von 1983 bis 1989 mit David Caruso verheiratet, mit dem sie eine Tochter (* 1984) hat.  Seit 1998 ist sie mit dem Schauspielkollegen Peter Strauss verheiratet.

## Filmografie (Auswahl)
- 1978: König der Zigeuner (King of the Gypsies)
- 1981: The Bronx (Fort Apache, the Bronx)
- 1986: Rockabye
- 1987: Critical Condition
- 1987–1988: Ohara
- 1990: Die totale Erinnerung – Total Recall (Total Recall)
- 1991: F/X 2 – Die tödliche Illusion (F/X2)
- 1991: Selbstjustiz – Ein Cop zwischen Liebe und Gesetz (One Good Cop)
- 1993: Falling Down – Ein ganz normaler Tag (Falling Down)
- 1995: Don Juan DeMarco
- 1997: Turbulence
- 1997: Con Air
- 1999: Aftershock – Das große Beben (Aftershock: Earthquake in New York)
- 2000: Eiskalte Lügen (Civility)
- 2000: Und das soll der Himmel sein? (Can't Be Heaven)
- 2000: Desert Saints
- 2001: Outer Limits – Die unbekannte Dimension (The Outer Limits, Fernsehserie, eine Episode)
- 2003: Was das Herz begehrt (Something's Gotta Give)
- 2004: Mann unter Feuer (Man on Fire)
- 2005–2006: Lost (Fernsehserie, 2 Episoden)
- 2008: The Eye
- 2012: Unforgettable (Fernsehserie, Episode 1x19)
- 2012: Navy CIS: L.A. (NCIS: Los Angeles, Fernsehserie, eine Episode)
- 2013: Blue Bloods – Crime Scene New York (Blue Bloods, Fernsehserie, eine Episode)
- 2016: Secret Summer (Fernsehfilm)
- 2017: Homeland (Fernsehserie, eine Episode)
- 2019: The Act (Fernsehserie, 4 Episoden)
- 2020: Superintelligence
- 2023: Navy CIS (Fernsehserie, eine Episode)
- 2024: Grassland